# Budweiser Events Center
Das Budweiser Events Center ist eine Multifunktionsarena in der US-amerikanischen Stadt Loveland im Bundesstaat Colorado. Die Arena bietet maximal 7.200 Plätze und wurde im September 2003 mit einem Preseason-Spiel der Eishockeymannschaft Colorado Avalanche eröffnet.

## Nutzung
Die Arena ist seit 2003 das Heimstadion der Colorado Eagles, die bis 2011 in der Central Hockey League (CHL) spielten und zur Saison 2011/12 in die ECHL aufgenommen wurden. Die Arena ist Austragungsort zahlreicher weiterer Veranstaltungen wie Konzerte, Familienshows und weiteren Sportveranstaltungen. Die Halle ist seit 2006 Heimspielort der Colorado Ice (heute: Colorado Crush), einer Mannschaft aus der Indoor Football League (IFL). Von 2003 bis 2006 war die Halle auch der Spielort der Colorado Chill, einer Mannschaft der National Women’s Basketball League (NWBL) und von 2008 bis 2009 den Colorado Lightning aus der Professional Arena Soccer League (PASL). In der Arena werden neben Wrestling-Showkämpfen auch Basketball-Showspiele der Harlem Globetrotters und Rodeos durchgeführt. Auch bekannte Musiker wie unter anderem Rod Stewart, David Bowie, Snoop Dogg und Nelly traten im Budweiser Events Center auf.
Für die Austragung des ECHL All-Star Game am 23. Januar 2013 während der 25-jährigen Jubiläumsspielzeit der Liga erhielt die Arena den Zuschlag für die Austragung des Events.